# Torkilingowie
Torkilingowie lub Turkilingowie – prawdopodobnie nazwa książęcego rodu germańskiego plemienia Skirów. Jordanes w swym dziele Getica określa Odoakra jako władcę Skirów i Torkilingów.
Paweł Diakon w swym dziele Historia Rzymska używa określenia Hercylingowie.